# Ventimiglia Calcio
L'Associazione Sportiva Dilettantistica Ventimiglia Calcio (nota semplicemente come Ventimiglia o Ventimiglia Calcio) è una società calcistica di Ventimiglia (IM).
La società fu fondata nel 1909 con il nome di Unione Sportiva Ventimigliese, assumendo il nome attuale nel 1998; nel 1983 si fuse con l'altra squadra cittadina, la F.C. Intemelia. Attualmente milita nel campionato di Promozione.

## Storia
Il club venne fondato nel 1909. Il colore sociale è il granata, scelto in conseguenza delle bottiglie di vino Rossese consumate durante la prima cena sociale. Il primo campionato di alto livello è datato 1927, quando abbandona le competizioni regionali per affacciarsi in Seconda Divisione, terzo livello dell'epoca.
Al primo tentativo conquista la promozione in Prima Divisione nella stagione 1928-1929, che nella riforma di Leandro Arpinati diventa la nuova terza serie, e la Ventimigliese rimane in questo torneo fino alla sua trasformazione in Serie C avvenuta nel 1935.
La prima stagione di Serie C coincide con la retrocessione del club in Prima Divisione ma anche con la storica partecipazione alla Coppa Italia dove viene battuta dalla Sestrese al terzo turno eliminatorio, dopo aver superato nei turni precedenti il Casale e l'Entella.
La retrocessione apre un periodo di crisi, con la società che rinuncia alla partecipazione al massimo torneo regionale e sparisce così dal panorama calcistico.
La rinascita avviene nell'immediato dopoguerra: nel 1945-1946 disputa il torneo di Prima Divisione ligure, ottenendo la promozione in Serie C. La permanenza è il più breve possibile, e dopo una stagione il club torna in Prima Divisione.
Da questo momento la Ventimigliese rimane in tornei regionali per la bellezza di 40 anni, fino a quando nel 1987, vincendo il campionato di Promozione, guadagna l'accesso al Campionato Interregionale. La permanenza a questo livello è di 4 campionati, cui segue la retrocessione nel nuovo campionato di Eccellenza.
La Ventimigliese, che nel 1998 ha cambiato la propria denominazione sociale in Associazione Sportiva Dilettantistica Ventimiglia Calcio, disputa i successivi campionati alternativamente tra Eccellenza e Promozione.

## Palmarès

### Competizioni regionali
- Promozione: 3

1986-1987 (girone A), 2007-2008 (girone A), 2013-2014 (girone A)
- Prima Categoria: 1

1968-1969
- Campionato italiano di terza divisione: 2

1925-1926 (girone D), 1926-1927 (girone D)

## Statistiche

### Partecipazioni ai campionati
| Categoria  | Partecipazioni | Debutto   | Ultima stagione |
| ---------- | -------------- | --------- | --------------- |
| Serie C    | 8              | 1929-1930 | 1946-1947       |
| Serie D    | 4              | 1987-1988 | 1990-1991       |
| Eccellenza | 17             | 1991-1992 | 2014-2015       |

## Giocatori famosi
- Ernesto Tomasi
- Roberto Biffi
- Marcelino Galoppo
- Vincenzo Iacopino
- Secondo Lanfranco
- Francesco Renzetti
- Quinto Rosso
- Enrico Vella
- Alan Carlet